# Dinotrema speciosum
Dinotrema speciosum är en stekelart som beskrevs av Sergey A. Belokobylskij och Vladimir Ivanovich Tobias 2002. Dinotrema speciosum ingår i släktet Dinotrema och familjen bracksteklar. Inga underarter finns listade i Catalogue of Life.